# Vz. 52軽機関銃
vz. 52軽機関銃（チェコ語: 7,62mm lehký kulomet vz. 52、スロバキア語: 7,62mm ľahký guľomet vz. 52）は共産党政権下のチェコスロバキアで開発された軽機関銃である。

## 概要
チェコスロバキアでは第二次世界大戦勃発以前から優れた工業力を活かした小火器開発が盛んであり、外貨獲得のため輸出されたチェコスロバキア製の兵器は国外の顧客から高い評価を得ていた。とりわけ、1920年代中頃に開発されたZB vz. 26軽機関銃（以下「ZB26」と表記）と派生型のZB vz. 30軽機関銃は同年代の他国製機関銃と比較してもずば抜けた信頼性を誇り、価格の安価さも手伝って世界中の軍隊に普及していた。
当然ZB26は自国軍にも配備されていたが、より優れた軽機関銃が必要とされたため、かつてZB26の設計に携わっていた技師のヴァーツラフ・ホレクにより改修型のZB501が設計された。これはvz. 52という名称に変更され、1952年からチェコスロバキア軍で運用された。
第二次世界大戦後のチェコスロバキアでは主要な小銃弾として独自開発の7.62x45mm弾が運用されていたが、1955年にワルシャワ条約機構が設置されたことを受け、同機構の中心国であるソビエト連邦から7.62x39mm弾の導入による標準弾薬の変更を要求されるようになった。
7.62x39mm弾は7.62x45mm弾に比べ弾速等の面で劣っていたものの、補給上の利点およびソ連からの圧力は無視できないと判断され、チェコスロバキア軍側もこれを受け入れることになった。
標準弾薬の変更による影響は7.62x45mm弾を使用するvz. 52にも例外なく及び、1957年に7.62x39mm弾仕様のvz. 52/57が開発された。これに伴い既存のvz. 52も順次改修されていった。
1960年代に入ると汎用機関銃のUk vz. 59の配備が進んだことで次第に更新され、兵器としては比較的短命に終わった。

## 設計
vz. 52はZB26を基に改良を施した設計であるため、作動機構などは殆ど同一である。また、vz. 52とvz. 52/57は使用弾薬と弾倉の形状を除いて目立った差は無い。
給弾方式はベルトリンクを用いる方法と箱型弾倉を用いる方法があり、部品の変更などを必要とせず単純な操作で切り替えることができた。銃の上面にはフィードカバーがあり、これを開け放つと箱型弾倉を挿入でき、閉じると非分離式ベルトリンクを銃の右側から挿入できた。それぞれの挿入口には砂塵や泥の侵入を防ぐ蓋が備えられていた。銃の右側にはベルトリンク用の箱型弾倉を装着するためのブラケットがある。射撃後の空薬莢はレシーバー下部から、ベルトリンクはフィードカバーの左側からそれぞれ排出された。
銃身の中ほどにはブレン軽機関銃のものと同じ様式のガスブロックがあり、ガス圧力を4段階で調節できた。
射撃モードはセミオートとフルオートがあり、トリガーの指を掛ける位置で射撃モードを選択する機構を有していた。これはドライゼMG13機関銃やゾロターンMG30機関銃など、ドイツで設計された機関銃に見られる構造であった。トリガーの上側を引くとセミオート、下側を引くとフルオートで射撃できる。また、グリップにコッキングハンドルとしての機能が兼ねられていたため、一般的な軽機関銃でのレシーバー側面に位置する独立したコッキングハンドルが存在しない。グリップ左上のロックレバーを押し下げ、固定を解かれたグリップを前方へ押し出し、再び引き戻す際にボルトキャリアーを後退させることができる。この独特なコッキング機構は、後継のUk vz. 59にも引き継がれた。グリップを後退させた状態では排莢口は開放されているが、グリップを前進させるとその後ろにあるダストカバーが連動して動き、機関部の下面を保護する。
照準器は銃の左側に配置され、照門はダイヤルの操作によって上下左右の微調整が可能であった。
フィードカバーを開け、箱型弾倉が挿入されていない状態でフィードカバーを銃の右上にひねることで、固定を解かれた銃身を前方へ抜き取ることができる。銃身の固定が不充分な状態で射撃することを防ぐために安全装置が設けられており、フィードカバーが正しい位置（銃の真上）に戻されていないと箱型弾倉を装着できない。
vz. 52には標準的な装備として二脚とキャリングハンドルが備わっている。二脚は個別に伸縮できるが後方のみにしか折り畳めず、キャリングハンドルも銃身の直上に固定された非可動式であるなど簡略化が図られている。レシーバーの前方下面と後方上面には環状の金具が設けられ、三脚に装架して運用することも可能である。

## 運用国
- チェコスロバキア
- キューバ - キューバ革命の前後に使用[6]。
- ビアフラ共和国 - ナイジェリア内戦で使用[7]。